# Tetsurō Yoshida

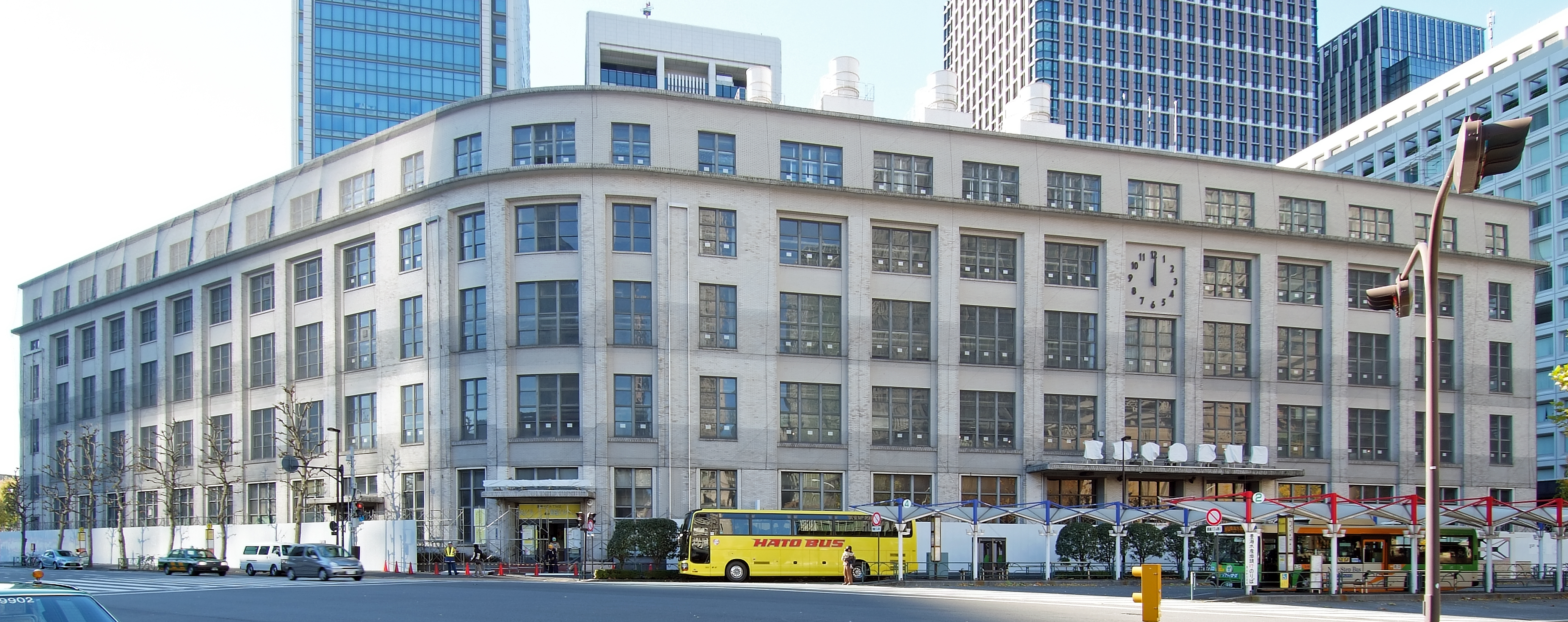
Hauptpost Tōkyō vor dem Umbau

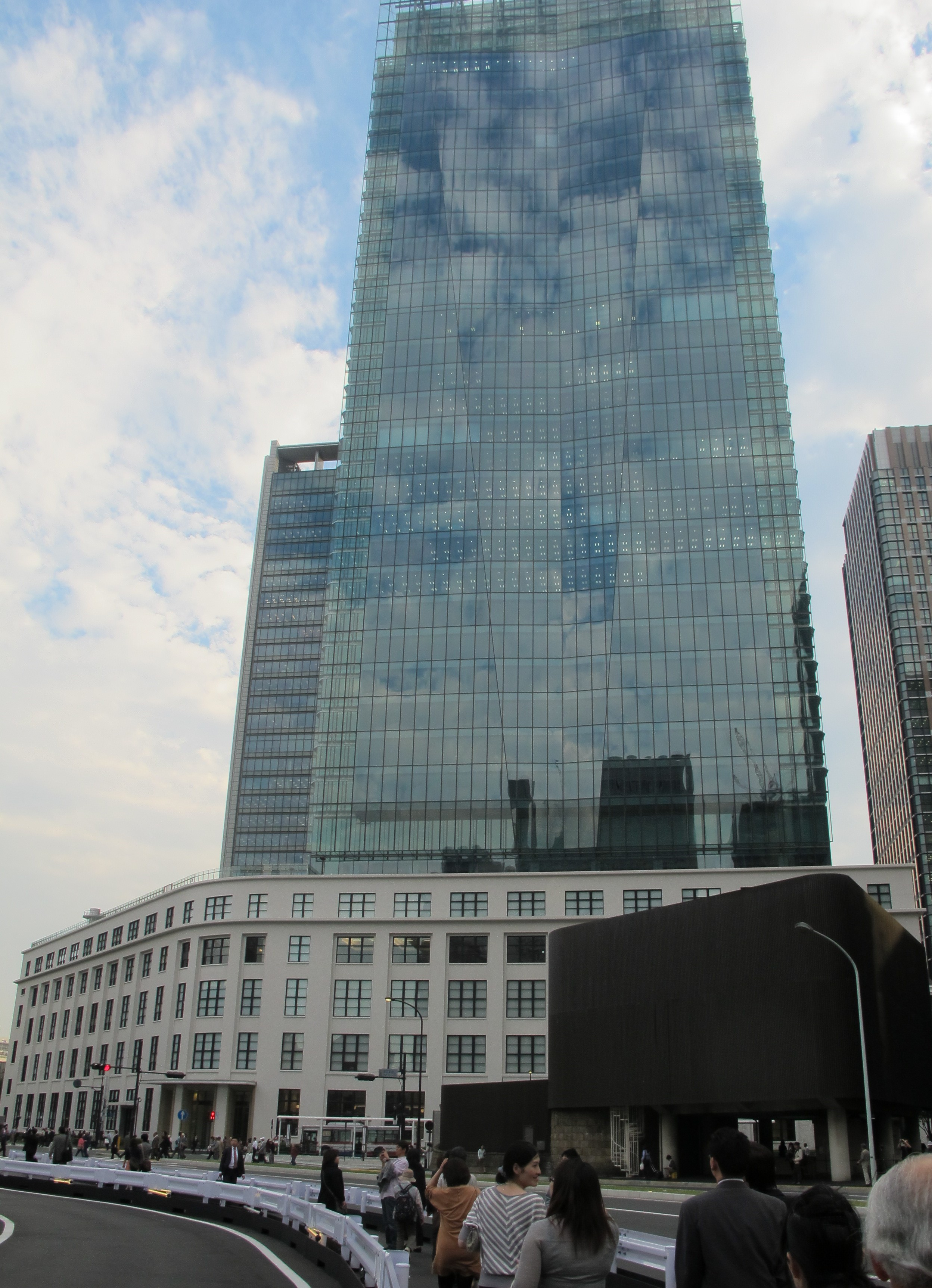
Hauptpost heute: vom Altbau nur die Fassade

Tetsuro Yoshida (japanisch 吉田 鉄郎 Yoshida Tetsurō, geboren 18. Mai 1894 in der Präfektur Toyama, gestorben 8. September 1956) war ein japanischer Architekt, der unter anderem durch seine Bücher über japanische Architektur auch im Westen bekannt wurde.

## Leben und Wirken
Yoshida machte 1919 seinen Abschuss an der Fakultät für Architektur der Universität Tokio und trat in das Verkehrsministerium ein, wo man gerade mit modernen Design-Standards und praktischen Systemen beschäftigt war. Aus dieser Tätigkeit resultierend entwarf er viele öffentliche Gebäude, so vor allem Post- und Telegrafenämter in Japan. Zu Beginn arbeitete er mit einer neoklassizistischen Formensprache, aber für die Hauptpost in Tōkyō ging er zu einer Gestaltung über, in der die Struktur des Gebäudes durch einfache, gerade Linien ausgedrückt wurde. Beim Entwurf für die Hauptpost in Ōsaka 1939 ging er noch einen Schritt weiter, in dem die Fassade die Funktion des Gebäudes nun ganz perfekt widerspiegelte.
Er gilt als einer der einflussreichsten Wegbereiter für die Einführung des Westens in die fernöstliche Architektur und war gleichzeitig ein Architekt, der dank ausgedehnter Reisen nach Europa und Nordamerika aus eigener Anschauungserfahrung die westliche Architektursprache in seine eigenen Entwürfe aufnahm, darunter vor allem Beispiele aus der Architektur Schwedens, Deutschlands und der Vereinigten Staaten.
Als der Architekt Bruno Taut 1933 nach Verlassen des nationalsozialistisch regierten Deutschlands nach Japan kam, war es Yoshida, der ihn in die japanische Architektur einführte. 1935 veröffentlichte Yoshida bei Wasmuth in Berlin ein für die Rezeption der japanischen Architektur folgenschweres Buch unter dem Titel 'Das japanische Wohnhaus'.

## Bauten
- Old Kyoto Central Telephone Office, 1926
- Hauptpost Tokio, 1931
- Hauptpost Osaka, 1939

## Schriften
- Das japanische Wohnhaus. Berlin 1935 (weitere Auflagen 1954 und 1969)
- Japanische Architektur. Tübingen 1952
- Der japanische Garten. Tübingen 1957